# Sengés (kommun)
Sengés är en kommun i Brasilien.   Den ligger i delstaten Paraná, i den södra delen av landet, 1 000 km söder om huvudstaden Brasília. Antalet invånare är 18 410.
Följande samhällen finns i Sengés:
- Sengés

I omgivningarna runt Sengés växer i huvudsak städsegrön lövskog. Runt Sengés är det glesbefolkat, med 17 invånare per kvadratkilometer.